# Raimundo Berengário I de Barcelona

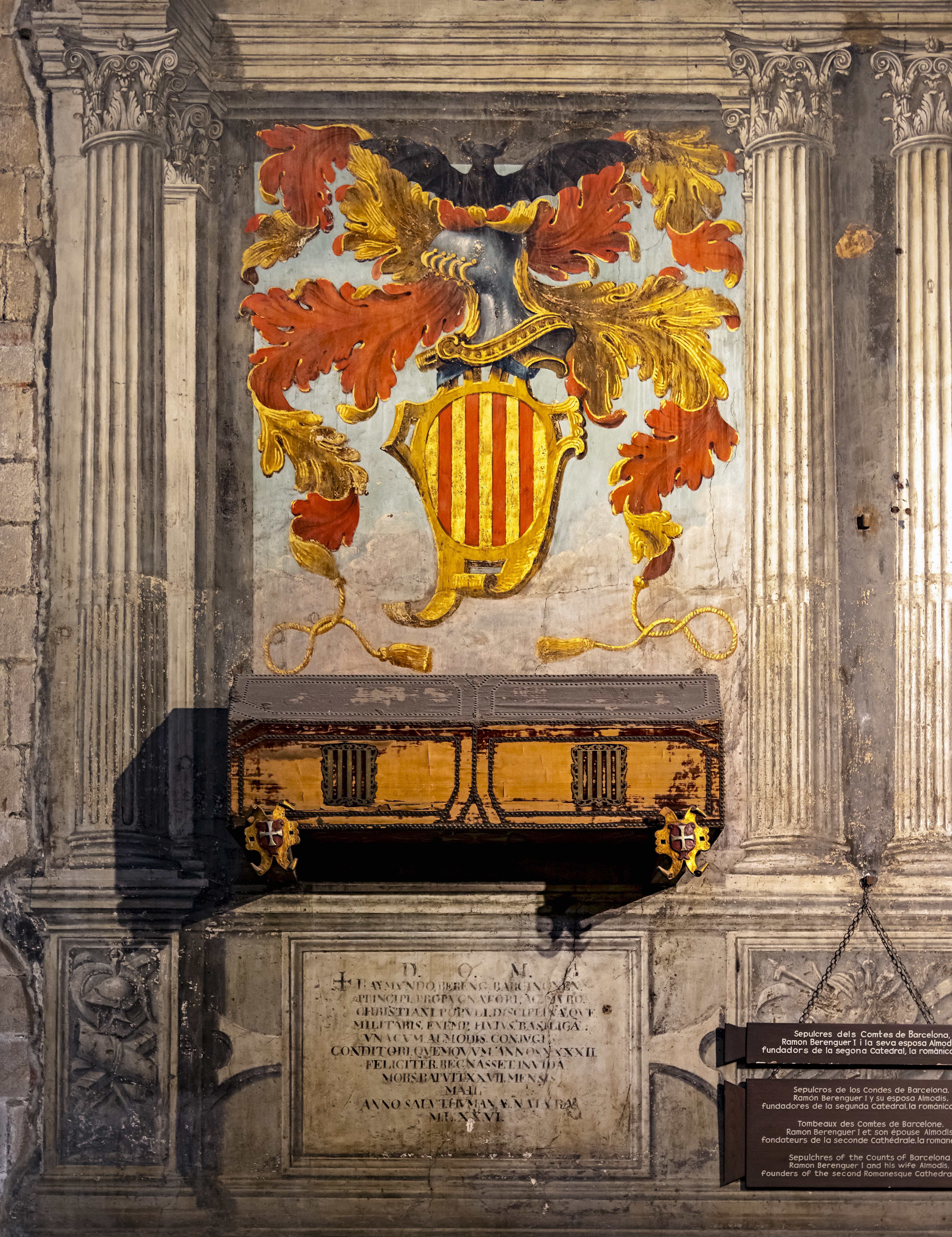
Tumba de Raimundo Berengário I Catedral de Barcelona.

Raimundo Berengário I o Velho, em catalão, Ramon Berenguer el Vell  (1023 — 1076) foi conde de Barcelona
Era filho de Berengário Raimundo, o Curvo (1005 – 26 de maio de 1035), conde de Barcelona, e de Sancha de Castela (1006 — 26 de junho de 1027), filha de Sancho Garcia, 4º conde soberano de Castela (970 ? - 5 de Fevereiro de 1017) e de Urraca Gomez (c. 970 - 1025?) filha de Gomez Diaz de Saldanha, conde em Saldanha (940 - c. 987) e de Muniadona Fernández (c. 940 -?). Sucede ao pai em 1035 como Conde de Barcelona, Girona e Osona. A revolta de Mir Geribert (que se designou a si próprio "Príncipe de Olérdola") em 1040, não foi suprimida até 1059. Durante este período, o Conde Raimundo Berengário teve de lidar com muitos outros desafios à sua autoridade, incluindo de Ramon Guifré, Conde de Cerdanya, contra quem lançou uma expedição militar em 1044. Raimundo Berengário eventualmente é bem sucedido no restauro da ordem política, em parte através de um processo sistemático de compra de castelos de nobres locais, devolvendo-os como concessões feudais. Consolidando o seu progressivo poder através de alianças com magnatas locais, ele efetivamente estabelece uma nova ordem feudal, com o próprio no pináculo. Impõe-se á Paz de Deus por estatuto territorial em 1064, reforma leis Visigodas desatualizadas e renova a pressão nos senhores Taifa de Lérida, Tortosa e Saragoça por pagamento de tributo. Conseguindo um restabelecimento da sua posição na Catalunha, Raimundo Berengário dirige a sua atenção para uma politica expansionista em Languedoc e Roussilhão, adquirindo a suserania sob Carcassona e Razès.

## Relações familiares
Raimundo Berengário I foi casado por três vezes:
Em 1039, casou com Isabel de Nîmes, provavelmente filha do visconde Raimundo Bernardo I de Nîmes com quem teve:
1. Pedro Raimundo de Barcelona (? -1071), condenado pelo assassinato de sua madrasta, Almodis.
2. Arnaldo (Arnau) de Barcelona (?- c. 1045)
3. Berengário de Barcelona (?- c. 1045)

Em 16 de Março de 1051 casou-se com Branca de Narbona, filha de Lopo Ato Zuberoa e Ermengarda de Narbona. Branca foi repudiada no ano seguinte, sem ter descendência.
Em 1056, casa-se, em terceiras núpcias, com Almodis de la Marche, filha de Bernardo I deLa Marche, conde de Haute-Marche e de Amélia de Montignac, de quem teve:
1. Raimundo Berengário II (1053-1082), que se casou em 1078 com Mafalda (Maud) de Apúlia (1060 — 1080), filha de Roberto de Altavila, conde de Puglia, da Calábria e da Sicília e de Sigelgaita, princesa de Salerno.
2. Berengário Raimundo II, o "Fratricida". (1053-1097),
3. Inês de Barcelona (1056-1071), casada em 1070 com o conde Guigues II de Albon
4. Sancha de Barcelona (1076-1095), casada em segundas núpcias, em 1069 com Guilherme Raimundo I de Cerdanha e de Berga (1068–1095).

Branca apelou ao Papa e conseguiu o apoio da avó de Raimundo Berengário, a condessa Ermesinda, obtendo de Vítor II a excomunhão para Raimundo e Almodis, fato que provocou uma guerra que não se resolveu até o final de 1057. A excomunhão de ambos se manteve até 1065.